# Блоковски
Стефан Лав (Београд, 3. мај 1982) познатији под псеудонимима Спирит Блоковски, Блоковски и Кајбло Спирит српски је текстописац, репер, један од оснивача групе Архитекти и један од власника независне хипхоп издавачке куће Царски рез.

## Каријера
Рођен је 3. маја 1982. године у Београду. Прве демо песме снимио је 1996. године, да би након тога направио паузу до 2001. године, а активно кренуо да се бави музиком од 2003. године. Заједно са Куером и Маузером основао је групу Архитекти. Пошто нису могли да нађу издавача и адекватан студијо за снимање, основали су 2006. године у Београду хип-хоп издавачку кућу под називом Царски рез.
Током каријере, осим са члановима групе Архитекти, сарађивао је са Easstom, Марлоном Бруталом, Скубијем, Мјаном, Делфагором, Тимбетом, Баук Сквадом и многим другим реперима.
Године 2005. објављује албум Чекање је мучно са 25 песама, а на њему гостују Министар Лингвиста, Траг, Мјан, Експерт, Edadikk, Кранг, Валар, T-Blazer & Effective, Барон и колеге из групе Архитекти. Највећу пажњу публике привукла је песма Социофобија, снимљена у сарадњи са хрватским ем-сијем Валаром. Године 2006. објављује албум Опроштај од лошег снимка, на којем се нашла песма Реп лимунада, која је била популарна и недељама била на првом месту УГ топ листе емисије Опасне фреквенције на радију СКЦ. Исте, 2007. године наступао је соло, као члан Архитеката и супергрупе NBG Unit на Егзит фестивалу, концерту Београдског Синдиката, фестивалу Новобеоградско лето и многим другим. Са групом Архитекти 2007. године избацује истоимени ЕП, а песма Мрзим привукла је пажњу шире јавности. Средином 2007. године објавио је албум Облици од облака 1. део, који је хип-хоп публика добро прихватила, а за њега је добио награду за најбољи демо албум године од стране хип-хоп веб-портала serbiaunderground.com. У међувремену имао је велики број концерата широм бивше СФРЈ.
Крајем маја 2008. године, објавио је албум Облици од облака 2. део и другу годину за редом добија признање за демо албум године, док је сингл Ха-ха изгласан за демо сингл године. У међувремену Царски рез у сарадњи са Шкабовом издавачком кућом Magmеdia избацује прво званично издање под називом Рез. 1, а Блоковски започиње сарадњу са репером Супримом, на заједничком албуму.
Након наступа у Београду, Бања Луци и Подгорици објављен је албум Само лагано, 2009. године у сарадњи са репером Супримом. Исте године у сарадњи са бањалучким продуцентом диџеј Дастом објављује сингл Мој друже који је у новембру 2009. године изашао под етикетама Царском реза и Bottom Vibes-a. Уједно је проглашен за најбољи ЕП године.
Био је аутор и водитељ емисије Само лагано радио шоу, која се бавила српским хип-хопом.
У фебруару 2010. године објавио у сарадњи за загребачком издавачком кућом Sinestet и Царским резом објавио је Холограм ремикс ЕП, на којем су се нашле његове песме које је продуцирао AC3PO..
 Средином октобра 2010. године објавио је сингл издање Ко сам ја, које садржи песму која се нашла на албуму Прототип, као и ремикс песме који је радио Panzer Kunst, продуцент из Белгије. У оквиру издања нашли су се и инструментали, снимано је у студију Царски рез, а микс и мастер, као и оригинални бит радио је Куер.. На пети рођендан Царског реза, 11. маја 2011. године објавио је албум Прототип, на којем се нашло осамнаест песама, гостујући емсијеву су Валар и Scrbr, док су за микс албума били задужени Куер и Блоковски. Битмејкери на албуму били су Куер, Скуби, HighDuke, Roycter, DJ Dust, Ace, Smiley и Цоа. Зрно кафе је свирала гитару, а Цоа (Citizen X) гитару. Уз албум је изашао и микстејп Дете са лоптом увек нађе друштво за игру, на којем су се нашле двадесет и две песме, разна гостовања и необјављени снимци.
Две и по године након објављивања албума Само лагано, Блоковски је поново сарађивао са Супримом и 1. маја 2012. године објавили су албум Зумбул и звекан за издавачку кућу Царски рез. На албуму се нашло осам песама укључујући интро и аутро, а гостовали су диџеј Грусм на скречевима и Крукс који је уједно био и идејни творац овог албума. Поред продуцената из Царског реза, Куера и Скубија, на албуму су радили и Ace и Астек. Промоција албума била је у клубу Студио 21 у Панчеву, 21. априла 2012. године.

У јуну 2012. покренуо је пројекат Реци шта имаш — Група грађана, за снимање истоимене песме. Преко четрдесет музичара је послало своје радове, а њих седамнаесторо нашло се на песми Реци шта имаш, која је објављена 25. августа 2012. године.
Крајем 2012. године објавио је ЕП Ништа нарочито, на којем се нашло пет песама. На ЕП-у су учествовали битмејкери Цоа, Ace и Астек, док је гитарске деонице у две песме свирао Vincent. У јулу 2013. године објавио је сингл Сувозач. У мају 2018. године објавио је сингл Београђанка, сниману у студију Царски рез, чији микс и мастер је одрадио Мислав Петек.
Почетком јуна 2019. године објавио је песму Тачке, а средином истог месеца песму Капетан. Током 2020. године објавио је песме Невреме на Ибици и Лавиринт. Дана 1. априла 2023. објавио је песму Патреон, а до краја године и песму Keep it real. У 2025. објавио је песму Октобар.

## Дискографија

### Албуми
- Чекање је мучно (2005)
- Опроштај од лошег снимка (2006)
- Облици од облака 1. део (2007)
- Облици од облака 2. део (2008)
- Само лагано (Са Супримом) (2009)
- Прототип (2011)
- Зумбул и звекан (са Супримом) (2012)[19]

### Синглови и ЕП-ови
- Архитекти (2007) (са групом Архитекти)
- Ха-ха (2008)
- Диџеј Даст и Блоковски - Мој друже (2009)
- Ко сам ја (2010)[7]
- Блоковски и Трипио - Холограм ремикс ЕП (2010)
- Ништа нарочито (2012)
- Сувозач (2013)[17]
- Браћа Карић (2014)[20]
- С речи на дела (2016)[21]
- Београђанка (2018)[18]

### Компилације
- Дете са лоптом увек нађе друштво за игру (2011)

### Остало
- Промо I (са Царским резом) (2006)
- Промо II (са Царским резом) (2007)
- Рез. 1 (са Царским резом и Magmеdija продукцијом) (2008)[22]
- Промо III (са Царским резом) (2009)
- Промо IV (са Царским резом) (2010)
- (са Царским резом) (2018)

### Гостовање на албумима и компилацијама
- Кранг - Мистерија (2006), на песми Инквизитори (Блоковски, Real Skillz и Darkk el Padrino)
- - Ритам прича бас фанк (2006), на песми 123
- Из прашине (2008), на песмама Касно је за љубав и Добро јутро
- Скуби - Ае (2009), на песми Ватромет
- Скуби - Баос (2011), на песми Аларм
- Скуби - Бонус траке (2009), на песми Ручак
- Тибор & Дуплекс - Иза рамена (2009), на песми Сам на свијету
- (2010), на песми Кад засвира драм
- Тимбе - Lost tapes (2011), на песми Од тежа до кајбла
- Cantwait Freeman & Nick - Секс и насиље вол.1 (2010), на песми Тортиља (Блоковски, Газда Паја, Бвана, Крукс, Мајки П и Лубени)
- - Године у причи, на песмама (Ill Goverment, Крукс, Шо, Блоковски) и Вртлог са (Ill Goverment-om i Shmac Daddy-em)
- - Скретање за Оз (2013), на песми Имам разлог (Торми и Блоковски)
- Скуби - Синее! (2013), на песми Три плус
- Скуби - Тормирас (2009), на песми Паоло Малдини
- Лирик - Уметник (2012), на песмама Светла у даљини (са Даном и Лириком) и Веза (Кум Мајк, Лирик и Блоковски)
- Кум Мајк - Демо и колабо ствари (2007—2012), на песми У резу сајфер (Са Супримом, The Easst-om, Млатом и Кум Мајком)
- Улични код (2014), на песми Вртлог
- ТуххтШ - Класика за звучник (2015), на песми Савршенство
- Аск - Десктоп.рар (2021), на песми По фаци

### Остале песме
- Диџеј Даст и Блоковски -
- Др. Манијак и Блоковски - Варнице
- Растамон, Министар Лингивста и Блоковски - Тек тако
- Панзер Кунст и Блоковски - Радио
- Марлон Брутал и Блоковски - Блокови су све
- Гио (НЗН), Блоковски и Делфагор - Новембар
- t и  Codex Alimentarius
- ДЕЦ и Блоковски - Просто јебе
- Тата Б, Шоне (ДЕЦ) и Блоковски - Танка плава линија
- ДЕЦ и Блоковски - Са бине за масу
- Џонет Хастра, Блоковски и Данило Маринковић - Остани свој
- Блоковски и Група грађана - Реци шта имаш
- и Блоковски - Несаница
- Победник
- Цинцере и Блоковски - За ортаке
- Ем-Си Мића, Лејди Лејди, Блоковски, Батиша и Крукс - Ноћ и дан
- и Блоковски - Блокови
- Блоковски - Победе и порази
- Диџеј Даст и Блоковски -
- Јако изнад
- Мајк чек
- Тачке
- Капетан
- Невреме на Ибици
- Лавиринт
- Патреон
- Октобар